# Rhipsalis olivifera
A Rhipsalis olivifera egy kultúrában nem megtalálható epifita kaktusz.

## Jellemzői
Lecsüngő epifita, szárhossza 2 m is lehet, hajtástagjai laposak, 2-4-esével erednek, elliptikus tojásdad alakúak, a szegély karéjos, 120-250 × 40–90 mm méretűek, areolái 20–40 mm-re fejlődnek egymástól. Virágai 1-3(5)-ával nyílnak a hajtások élein, 10 mm átmérőjűek, zöldesek. A termés tojásdad-megnyúlt, csúcsán levágott, 6 mm hosszú olívazöld bogyó.

## Elterjedése
Brazília: Rio de Janeiro állam, Mun. Teresopolis, Parque Nacional Serra dos Orgaos, a Campo de Antas felé vezető út mellett 1600–1800 m tengerszint feletti magasságban.

## Rokonsági viszonyai
A Phyllarthrorhipsalis subgenus tagja.
Szimpatrikus a Rhipsalis oblonga és Rhipsalis pachyptera fajokkal, de leginkább a Rhipsalis elliptica fajra hasonlít, attól leginkább terméseivel különbözik.